# John Bulaitis
John Bulaitis (Londra, 26 giugno 1933 – Roma, 26 dicembre 2010) è stato un arcivescovo cattolico lituano.

## Biografia
Monsignor John Bulaitis nacque a Londra, nel Regno Unito, il 26 giugno 1933 in una famiglia di origine lituana.

### Formazione e ministero sacerdotale
Dal 1944 al 1952 studiò al St. Ignatius College, un collegio della Compagnia di Gesù a Stanford Hill, presso Londra. Dal 1952 al 1958 studiò filosofia e teologia presso la Pontificia Università Gregoriana a Roma.
Il 2 febbraio 1958 fu ordinato presbitero per la diocesi di Kaišiadorys. Dal 1959 al 1962 compì gli studi per il dottorato presso la Pontificia Università Lateranense a Roma. Dopo ulteriori studi, iniziati nel 1961, alla Pontificia accademia ecclesiastica, l'istituto che forma i diplomatici della Santa Sede, entrò nel servizio diplomatico della Santa Sede. Il suo primo incarico all'estero fu presso la nunziatura apostolica in Corea nel 1963. Il 1º luglio 1964 papa Paolo VI gli concesse il titolo di cameriere supremo di Sua Santità. In seguito operò nelle nunziature in Cile e a Panama. Dal 1972 al 1987 prestò servizio in diverse rappresentanze pontificie in Africa.

### Ministero episcopale
Il 21 novembre 1981 papa Giovanni Paolo II lo nominò arcivescovo titolare di Narona, pro-nunzio apostolico nella Repubblica del Congo, pro-nunzio apostolico nella Repubblica Centrafricana e delegato apostolico in Ciad. Ricevette l'ordinazione episcopale il 6 gennaio successivo dallo stesso pontefice, coconsacranti gli arcivescovi Eduardo Martínez Somalo, sostituto per gli affari generali della Segreteria di Stato, e Lucas Moreira Neves, segretario della Congregazione per i vescovi.
L'11 luglio 1987 venne nominato pro-nunzio apostolico in Iran. Il 30 novembre 1991 venne nominato pro-nunzio apostolico in Corea  e l'8 settembre 1982 gli venne affidato anche l'ufficio di nunzio apostolico in Mongolia. Il 25 marzo 1997 venne trasferito alla nunziatura apostolica in Albania.
Il 26 luglio 2008 papa Benedetto XVI accettò la sua rinuncia all'incarico per raggiunti limiti di età. Lo stesso anno si trasferì a Roma dove assunse l'incarico di postulatore della causa di beatificazione di monsignor Teofilius Matulionis.
Morì a Roma il 26 dicembre 2010 all'età di 77 anni. Le esequie si tennero il giorno successivo nella chiesa di Santo Stefano degli Abissini nella Città del Vaticano e furono presiedute dal cardinale Tarcisio Bertone. Concelebrarono i cardinali Giovanni Battista Re e Giovanni Coppa e diversi prelati. Al termine del rito la salma fu tumulata nel sacello del Pontificio collegio lituano nel cimitero del Verano.

## Genealogia episcopale e successione apostolica
La genealogia episcopale è:
- Cardinale Scipione Rebiba
- Cardinale Giulio Antonio Santorio
- Cardinale Girolamo Bernerio, O.P.
- Arcivescovo Galeazzo Sanvitale
- Cardinale Ludovico Ludovisi
- Cardinale Luigi Caetani
- Cardinale Ulderico Carpegna
- Cardinale Paluzzo Paluzzi Altieri Degli Albertoni
- Papa Benedetto XIII
- Papa Benedetto XIV
- Papa Clemente XIII
- Cardinale Enrico Benedetto Stuart
- Papa Leone XII
- Cardinale Chiarissimo Falconieri Mellini
- Cardinale Camillo Di Pietro
- Cardinale Mieczysław Halka Ledóchowski
- Cardinale Jan Maurycy Paweł Puzyna de Kosielsko
- Arcivescovo Józef Bilczewski
- Arcivescovo Bolesław Twardowski
- Arcivescovo Eugeniusz Baziak
- Papa Giovanni Paolo II
- Arcivescovo John Bulaitis

La successione apostolica è:
- Vescovo Dodë Gjergji (2006)